# Венера-7
«Венера-7» — автоматическая межпланетная станция (АМС), предназначенная для исследования Венеры; создана на Машиностроительном заводе имени С. А. Лавочкина. Первый аппарат, осуществивший передачу данных после мягкой посадки на поверхность Венеры.
«Венера-7» была запущена с космодрома Байконур 17 августа 1970 года.

## Цель запуска
Целью запуска автоматической станции «Венера-7» была доставка спускаемого аппарата (СА) на поверхность планеты Венера. Это была бы первая посадка работоспособного космического аппарата на другой планете (АМС Венера-4/6 также были задуманы, чтобы осуществить мягкую посадку на поверхность Венеры, но они были рассчитаны на давление 20 атмосфер, поэтому были раздавлены на высоте около 25 км).
Как обычно, планировался одновременный полёт двух аналогичных по конструкции АМС к Венере. Запуск второй станции был осуществлён через пять суток после «Венеры-7» — 22 августа 1970 года в 8 часов 6 минут 8 секунд (московское время). Первые три ступени ракеты-носителя отработали в штатном режиме, и АМС была выведена на околоземную орбиту. Однако, при попытке перевести вторую станцию на траекторию полёта к Венере, произошёл взрыв в двигателе разгонного блока. АМС не вышла на перелётную траекторию и осталась на околоземной орбите. В то время в Советском Союзе было не принято сообщать о неудачных космических запусках. Поэтому оставшаяся на околоземной орбите АМС была названа — «Космос-359».

## Конструкция
В конструкции АМС «Венера-7» были учтены данные, полученные предшествующими станциями «Венера-4», «Венера-5» и «Венера-6». Из расчётов, сделанных на основе данных, полученных во время предыдущих экспедиций, предполагалось, что на поверхности планеты давление может достигать значения 100 атмосфер, температура — 500 °C и скорость ветра у поверхности — 1,5 м/с. Чтобы выдержать такое давление, корпус спускаемого аппарата изготовили не из алюминиево-магниевого сплава АМГ 6, как у предыдущих «Венер», а из титана, благодаря чему он был способен выдержать давление до 180 атмосфер. Тепловая изоляция нижней полусферы СА была выполнена из стеклопласта, а верхней полусферы — из стекловаты, которая заполняла ячейки стеклосот. Для уменьшения перегрузок, воздействующих на аппаратуру при соприкосновении аппарата с поверхностью планеты, было установлено амортизационное устройство.
Высокое атмосферное давление позволило заменить двухкаскадную парашютную систему на однокаскадную с рифлёным парашютом конусной формы площадью 2,8 м² (это чуть больше, чем площадь купола тормозного парашюта на «Венере-4», а основной парашют на «Венере-4» имел площадь в 20 раз больше). Парашют был изготовлен из стеклонитронa. Для обеспечения достаточной прочности купол парашюта изготавливался из 4 слоёв ткани. После выгорания нитрона обеспечивалась воздухопроницаемость купола, гарантирующая его надёжное функционирование. Соответственно была изменена и автоматика ввода парашютной системы.
Полностью был изменён состав научной аппаратуры. Кроме того, для измерения высот в диапазоне 25—1 км был установлен новый радиовысотомер. В связи с изменением состава научной аппаратуры в спускаемом аппарате и циклограммы её функционирования потребовалось увеличить и ёмкость аккумуляторной батареи. Вместо никель-кадмиевой была установлена свинцово-цинковая батарея. За 15 суток до подлёта к Венере по команде с Земли производился её заряд от солнечных батарей.
В связи с увеличением почти на 100 кг массы спускаемого аппарата по сравнению со спускаемыми аппаратами «Венеры-5,6» пришлось максимально облегчить орбитальный отсек. С него была снята вся научная аппаратура, за исключением счётчика космических частиц КС-18-4М.
Но даже после этого масса всего аппарата (1180 кг) оказалась на 50 кг больше массы «Венеры-5,6», а значит, превышала возможности носителя «Молния-М». Грузоподъёмность носителя удалось увеличить доработкой баков разгонного блока (он получил обозначение НВЛ), что дало возможность добавить 140 кг топлива.
- Масса КА: 1180 кг
- Масса спускаемого аппарата: 500 кг
- Ракета-носитель: «Молния-М» с разгонным блоком НВЛ

## Состав научной аппаратуры

### Орбитальный аппарат
- прибор КС-18-4М для изучения потоков космических частиц

### Спускаемый аппарат

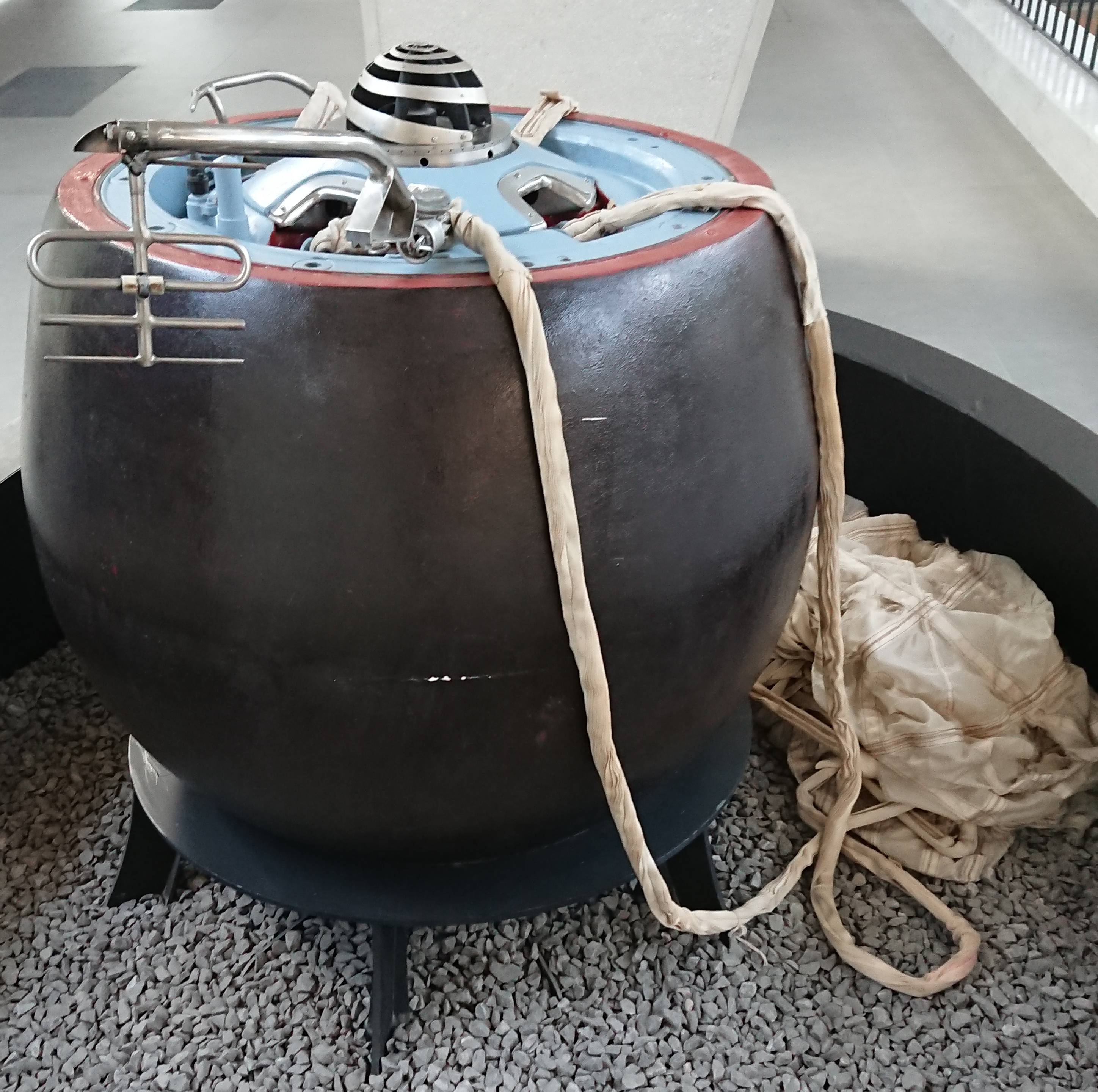
Спускаемый аппарат автоматической межпланетной станции «Венера-7». Макет 1:1

- гамма-спектрометр ГС-4 для определения типа поверхностных пород планеты
- комплект ИТД для определения температуры и давления атмосферы
- прибор ДОУ-1М для измерения максимального ускорения на участке торможения СА

## Полёт
Дата старта: 17 августа 1970 года 8 часов 38 минут 21,745 секунд московского времени с космодрома Байконур.
2 октября и 17 ноября были проведены две успешные коррекции орбиты станции. Эти коррекции проводились с ориентацией по Солнцу. Две попытки коррекции (27 и 30 сентября) с ориентацией на звезду Сириус, были неудачными.
15 декабря 1970 года, через 120 суток после старта, станция «Венера-7» достигла окрестностей планеты Венера. Во время аэродинамического торможения скорость аппарата относительно планеты уменьшилась с 11,5 км/с до 200 м/с. При этом максимальные перегрузки достигали 350 g.
Тормозной парашют спускаемого аппарата был введён в действие на высоте 55 км над поверхностью планеты. Внешнее давление на этой высоте составляло 0,7 атмосфер. 15 декабря 1970 года в 8 часов 34 минуты 10 секунд спускаемый аппарат станции «Венера-7» впервые в истории совершил посадку на поверхность Венеры в 2000 км от утреннего терминатора на ночной стороне, в точке с координатами 5° ю. ш. 351° в. д. / 5° ю. ш. 351° в. д..
Информация со спускаемого аппарата поступала в течение 53 минут, в том числе — 20 минут с поверхности. Во время спуска были проведены замеры температуры атмосферы, которые менялись от 25 до 475 °C на поверхности планеты.
При входе СА в атмосферу произошёл отказ телеметрического коммутатора, в результате чего на Землю передавалась только температура окружающей среды в течение всего спуска в атмосфере и нахождения аппарата на поверхности.
Одновременно проводились радиоизмерения доплеровского изменения сигнала, принимаемого на Земле от спускаемого аппарата. Именно эти измерения позволили вычислить пройденный путь, «привязать» значения температуры к определённой высоте и определить момент касания поверхности Венеры. Они же позволили зафиксировать скачок по скорости снижения в середине спуска с 14 до 26 м/с, а затем и скорость в момент касания поверхности (16 м/с), превышающую расчётную. Вероятной причиной этого могло быть самопроизвольное срабатывание пирочеки, вызванное статическим электричеством, и отстрел парашютных стренг.
Постоянные измерения соотношения сигнал/шум, принимаемого на Земле сигнала, позволили зафиксировать уменьшение в момент посадки уровня сигнала почти в 30 раз. Это могло означать влияние ветра на спускаемый аппарат во время посадки, или же его опрокидывание.
Основная задача полёта, мягкая посадка на поверхность Венеры, была выполнена. Однако не все запланированные измерения были проведены.
По результатам измерений, проведённых на спускаемом аппарате станции «Венера-7», были рассчитаны значения давления и температуры на поверхности планеты Венера, они составили 90 ±15 атмосфер и 475 ±20 °C.